# Symbrenthia mindanaensis
Symbrenthia mindanaensis är en fjärilsart som beskrevs av Schröder och Colin G.Treadaway 1979. Symbrenthia mindanaensis ingår i släktet Symbrenthia och familjen praktfjärilar. Inga underarter finns listade i Catalogue of Life.